# Liste des séries parues dans le Big Comic Spirits
Cette page annexe liste l'ensemble des séries de manga étant ou ayant été prépubliées dans le magazine hebdomadaire Big Comic Spirits de l'éditeur Shōgakukan.

## Mode d'emploi et cadre de recherche
- Le tableau est triable.
  - Le tableau est, par défaut, affiché dans l'ordre d'apparition. Les 1re et 5e colonnes (« No  » et « Première publication ») trient dans le même ordre.
  - Les séries en cours apparaissent en fin de tableau si le tri est effectué selon la 6e colonne. Elles sont triées entre elles par ordre de première publication.
  - Des clés de tri en hiragana sont utilisées pour la 2de colonne.
  - Les 7e et 8e colonnes disposent d'un système de clés de tri afin de ne pas avoir de diacritique.
- Les 5e et 6e colonnes sont sous la forme « aaaa.nn » où « aaaa » désigne l'année et « nn » le numéro de la publication à prendre en compte.
  - S'il s'agit d'un numéro double, il apparait sous la forme « aaaa.nn/NN » où NN désigne le second numéro.
  - Une balise d'appel de références est automatiquement créée pour chaque année utilisée dans le tableau, il est toutefois nécessaire de créer la référence correspondante en fin de page.
- Deux couleurs sont utilisées dans le tableau pour signaler les manga en cours de publication lors de la dernière mise à jour :

|  | Manga en cours de publication le 27 janvier 2013 ; |

|  | Manga transféré dans un autre magazine et encore en cours de publication le 27 janvier 2013. |

- La 4e colonne (« Titre français ») n'est remplie que s'il existe un titre officiel en français choisi par un éditeur francophone.
- Les liens vers les articles en français se font dans la 4e colonne si elle est remplie, dans la 3e sinon.
- Les liens vers les articles en japonais n'existent que si l'article existe.
- Chaque année, groupe de hiragana ou lettre dispose d'une ancre. Après avoir trié selon ses désirs le tableau, il est possible de faire une recherche grâce au cadre ci-dessous.

| Type                    | Type                    | Liens | Pour les colonnes                                                                           |
| ----------------------- | ----------------------- | --- | ------------------------------------------------------------------------------------------- |
| Par ordre chronologique | Par ordre chronologique | - 1980 - 1981 - 1982 - 1983 - 1984 - 1985 - 1986 - 1987 - 1988 - 1989 1990 - 1991 - 1992 - 1993 - 1994 - 1995 - 1996 - 1997 - 1998 - 1999 2000 - 2001 - 2002 - 2003 - 2004 - 2005 - 2006 - 2007 - 2008 - 2009 2010 - 2011 - 2012 - 2013 | No , Première publication, Dernière publication                                             |
| Par ordre chronologique | Par ordre chronologique | En cours | Dernière publication                                                                        |
| Titre                   | Par ordre numérique     | 0 à 9 | Titre japonais, Transcription, Traduction, Titre français, Auteur (dessinateur), Scénariste |
| Titre                   | Par ordre syllabaire    | - あ - か - さ - た - な - は - ま - や - ら - わ - ん | Titre japonais                                                                              |
| Titre                   | Par ordre alphabétique  | - A - B - C - D - E - F - G - H - I - J - K - L - M N - O - P - Q - R - S - T - U - V - W - X - Y - Z | Transcription, Traduction, Titre français, Auteur (dessinateur), Scénariste                 |

## Liste
Liste des séries ayant été pré-publiées dans le Big Comic Spirits.
Les dates des séries n'ayant pas de numéro d'issue sont approximatives et basées sur les dates de parution des volumes.
| No     | Titre japonais                                    | Transcription                                                   | Titre français                 | Première publication | Dernière publication | Auteur (Dessinateur) | Scénariste        |
| ------ | ------------------------------------------------- | --------------------------------------------------------------- | ------------------------------ | -------------------- | -------------------- | -------------------- | ----------------- |
| 000 c  | んんん                                            | zzzzz                                                           | 1979                           | 1979.00              | 1979.00              | zzzzz                | zzzzz             |
| 001    | 男樹（単行本2巻以降）                             | Otokogi                                                         | —                              | 1979.                | 1980.                | Hiroshi Motomiya     | —                 |
| 001 c  | んんん                                            | zzzzz                                                           | 1980                           | 1980.00              | 1980.00              | zzzzz                | zzzzz             |
| 002    | ぼっけもん                                        | Bokkemon                                                        | —                              | 1980.                | 1985.                | Takashi Iwashige     | —                 |
| 003    | 56マイルの悪魔                                    | '                                                               | —                              | 1980.                | 1982.                | Satomi Mikuriya      | —                 |
| 004    | はるちゃん                                        | Haruchan                                                        | —                              | 1980.                | 1983.                | Yūsuke Aoyagi        | —                 |
| 005    | めぞん一刻                                        | Maison Ikkoku                                                   | Maison Ikkoku                  | 1980.11              | 1987.19              | Rumiko Takahashi     | —                 |
| 005 c  | んんん                                            | zzzzz                                                           | 1981                           | 1981.00              | 1981.00              | zzzzz                | zzzzz             |
| 006    | 軽井沢シンドローム                                | Karuizawa Syndrome                                              | —                              | 1981.01              | 1985.18              | Yoshihisa Tagami     | —                 |
| 007    | 気まぐれコンセプト                                | Kimagure Concept Chronicle                                      | —                              | 1981.14              | —                    | Productions Hoichoi  | —                 |
| 007 c  | んんん                                            | zzzzz                                                           | 1982                           | 1982.00              | 1982.00              | zzzzz                | zzzzz             |
| 008    | わたしは真悟                                      | Watashi wa Shingo                                               | —                              | 1982.                | 1986.                | Kazuo Umezu          | —                 |
| 009    | なぜか笑介                                        | '                                                               | —                              | 1982.                | 1991.                | Hideo Hijiri         | —                 |
| 009 c  | んんん                                            | zzzzz                                                           | 1983                           | 1983.00              | 1983.00              | zzzzz                | zzzzz             |
| 010    | あどりぶシネ倶楽部                                | Ad-lib Cine Kurabu                                              | —                              | 1983.                | 1986.                | Fujihiko Hosono      | —                 |
| 011    | 美味しんぼ                                        | Oishinbo                                                        | —                              | 1983.20              | —                    | Akira Hanasaki       | Tetsu Kariya      |
| 011 c  | んんん                                            | zzzzz                                                           | 1985                           | 1985.00              | 1985.00              | zzzzz                | zzzzz             |
| c      | んんん                                            | zzzzz                                                           | 1985                           | 1985.00              | 1985.00              | zzzzz                | zzzzz             |
| 012    | コージ苑                                          | Kooji en                                                        | —                              | 1985.                | 1988.                | Koji Aihara          | —                 |
| 013    | パパリンコ物語                                    | '                                                               | —                              | 1985.19              | 1986.06              | Hisashi Eguchi       | —                 |
| 013 c  | んんん                                            | zzzzz                                                           | 1986                           | 1986.00              | 1986.00              | zzzzz                | zzzzz             |
| 014    | クライング フリーマン                             | Crying Freeman                                                  | Crying Freeman                 | 1986.                | 1988.                | Ryoichi Ikegami      | Kazuo Koike       |
| 015    | 二匹のブル                                        | Nihiki no Blue                                                  | —                              | 1986.                | 1988.                | Takashi Iwashige     | Ryū Setataki      |
| 016    | いまどきのこども                                  | '                                                               | —                              | 1986.                | 1991.                | Kiriko Kubo          | —                 |
| 017    | ブルー・ジーン                                    | '                                                               | —                              | 1986.                | 1986.                | Ikuko Kujirai        | —                 |
| 018    | F                                                 | F                                                               | —                              | 1986.                | 1992.                | Noboru Rokuda        | —                 |
| 019    | 神の左手悪魔の右手                                | Kami no hidarite akuma no migite                                | —                              | 1986.                | 1989.                | Kazuo Umezu          | —                 |
| 020    | YAWARA!                                           | Yawara!                                                         | —                              | 1986.                | 1993.                | Naoki Urasawa        | —                 |
| 021    | はっぱ64                                          | Happa 64                                                        | —                              | 1986.                | 1987.                | Naoki Yamamoto       | —                 |
| 022    | サルでも描けるまんが教室                          | Saru demo kakeru manga kyoushitsu                               | —                              | 1986.                | 1988.                | Koji Aihara          | Kentarō Takekuma  |
| 022 c  | んんん                                            | zzzzz                                                           | 1987                           | 1987.00              | 1987.00              | zzzzz                | zzzzz             |
| 023    | 出直しといで!                                     | Denaoshitoide!                                                  | —                              | 1987.                | 1992.                | Makoto Isshiki       | —                 |
| 024    | マドンナ                                          | '                                                               | —                              | 1987.                | 1992.                | Ikuko Kujirai        | —                 |
| 025    | 冒険してもいい頃                                  | Bōken shite mo ī koro                                           | —                              | 1987.                | 1989.                | Nonki Miyasu         | —                 |
| 025 c  | んんん                                            | zzzzz                                                           | 1988                           | 1988.00              | 1988.00              | zzzzz                | zzzzz             |
| 026    | 赤い鳩                                            | '                                                               | —                              | 1988.                | 1989.                | Ryoichi Ikegami      | Kazuo Koike       |
| 027    | 東京ラブストーリー                                | '                                                               | —                              | 1988.                | 1990.                | Fumi Saimon          | —                 |
| 028    | 同・級・生                                        | Dōkyūsei                                                        | —                              | 1988.                | 1988.                | Fumi Saimon          | —                 |
| 029    | ツルモク独身寮                                    | Tsurumoku dokushinryō                                           | —                              | 1988.16              | 1991.21・22          | Eisaku Kubonōchi     | —                 |
| 029 c  | んんん                                            | zzzzz                                                           | 1989                           | 1989.00              | 1989.00              | zzzzz                | zzzzz             |
| 030    | クマのプー太郎                                    | Kuma no putarō                                                  | —                              | 1989.                | 1994.                | Isami Nakagawa       | —                 |
| 031    | 両国花錦闘士                                      | Ryōgoku oshare tōshi                                            | —                              | 1989.                | 1990.                | Reiko Okano          | —                 |
| 032    | あさってDANCE                                     | Asatte Dance                                                    | Asatte dance                   | 1989.                | 1991.                | Naoki Yamamoto       | —                 |
| 033    | 神のちから                                        | '                                                               | —                              | 1989.07              | 1992.06              | Momoko Sakura        | —                 |
| 034    | 伝染るんです。                                    | Utsurun desu.                                                   | —                              | 1989.10              | 1994.09              | Sensha Yoshida       | —                 |
| 035    | ハーフな分だけ                                    | Half na bundake                                                 | —                              | 1989.11              | 1991.                | Mochiru Hoshisato    | —                 |
| 036    | じみへん                                          | Jimihen                                                         | —                              | 1989.21              | —                    | Tatsuya Nakazaki     | —                 |
| 036 c  | んんん                                            | zzzzz                                                           | 1990                           | 1990.00              | 1990.00              | zzzzz                | zzzzz             |
| 037    | 湾岸ミッドナイト                                  | Wangan Midnight                                                 | —                              | 1990.                | 2008.36              | Michiharu Kusunoki   | —                 |
| 038    | ZERO                                              | Zero                                                            | —                              | 1990.                | 1991.                | Taiyō Matsumoto      | —                 |
| 039    | 14歳（フォーティーン）                            | 14-Sai                                                          | —                              | 1990.                | 1995.                | Kazuo Umezu          | —                 |
| 040    | りびんぐゲーム                                    | Living Game                                                     | —                              | 1990.10              | 1993.04              | Mochiru Hoshisato    | —                 |
| 040 c  | んんん                                            | zzzzz                                                           | 1991                           | 1991.00              | 1991.00              | zzzzz                | zzzzz             |
| 041    | やったろうじゃん!!                                | Yattarō Jan!!                                                   | —                              | 1991.                | 1996.                | Hidenori Hara        | —                 |
| 042    | 俺節                                              | Orebushi                                                        | —                              | 1991.                | 1993.                | Seiki Tsuchida       | —                 |
| 043    | ポコあポコ                                        | Boko a Boko                                                     | —                              | 1991.                | 1993.                |                      | —                 |
| 044    | 江戸むらさき特急                                  | Edo Murasaki Tokkyū                                             | —                              | 1991.47              | 1995.19              | Nobuyuki Hori        | —                 |
| 044 c  | んんん                                            | zzzzz                                                           | 1992                           | 1992.00              | 1992.00              | zzzzz                | zzzzz             |
| 045    | 東京大学物語                                      | Tokyo daigaku monogatari                                        | —                              | 1992.                | 2001.06              | Tatsuya Egawa        | —                 |
| 046    | ギャラリーフェイク                                | Gallery Fake                                                    | —                              | 1992.                | 2005.                | Fujihiko Hosono      | —                 |
| 047    | ワタナベ                                          | Watanabe                                                        | —                              | 1992.                | 1992.                | Eisaku Kubonōchi     | —                 |
| 048    | あすなろ白書                                      | Asunaro Hakusho                                                 | —                              | 1992.                | 1993.                | Fumi Saimon          | —                 |
| 049    | 僕らはみんな生きている                            | Bokura wa minna ikiteiru                                        | —                              | 1992.                | 1993.                | Naoki Yamamoto       | —                 |
| 050    | DINO（ディーノ）                                  | Dino                                                            | —                              | 1992.                | 1994.                | Kimio Yanagisawa     | —                 |
| 051    | トラキーヨ                                        | Toraki‒yo                                                       | —                              | 1992.                | 1994.                | Satoshi Yoshida      | —                 |
| 052    | BOXERケン                                         | '                                                               | —                              | 1992.36              | 1993.52              | Hisashi Eguchi       | —                 |
| 052 c  | んんん                                            | zzzzz                                                           | 1993                           | 1993.00              | 1993.00              | zzzzz                | zzzzz             |
| 053    | いいひと。                                        | Ī Hito                                                          | —                              | 1993.                | 1999.                | Shin Takahashi       | —                 |
| 054    | バケツでごはん                                    | '                                                               | —                              | 1993.                | 1996.                | Kiriko Kubo          | —                 |
| 055    | 鉄コン筋クリート                                  | Tekkon kinkreet                                                 | Amer Béton                     | 1993.                | 1994.                | Taiyō Matsumoto      | —                 |
| 056    | 月下の棋士                                        | Gekka no kishi                                                  | —                              | 1993.                | 2001.18              | Junichi Nōjō         | —                 |
| 057    | Happy!                                            | Happy!                                                          | Happy!                         | 1993.                | 1999.                | Naoki Urasawa        | —                 |
| 058    | 結婚しようよ                                      | Kekkon shiyōyo                                                  | —                              | 1993.                | 1995.                | Mochiru Hoshisato    | —                 |
| 059    | 永沢君                                            | Nagasawa-kun                                                    | —                              | 1993.01              | 1995.05              | Momoko Sakura        | —                 |
| 059 c  | んんん                                            | zzzzz                                                           | 1994                           | 1994.00              | 1994.00              | zzzzz                | zzzzz             |
| 060    | 怪奇版画男                                        | '                                                               | —                              | 1994.                | 1997.                | Nawoki Karasawa      | —                 |
| 061    | 奈緒子                                            | Naoko                                                           | —                              | 1994.                | 2001.36・37          | Yū Nakahara          | Nobuhiro Sakata   |
| 062    | ボブとゆかいな仲間たち                            | Bob to yukai na nakamatachi                                     | —                              | 1994.                | 1995.                | Kondō Puncho         | —                 |
| 063    | 俺たちに明日はないッス                            | Oretachi ni asu wa naissu                                       | —                              | 1994.                | 1996.                | Akira Sasō           | —                 |
| 064    | ありがとう                                        | Arigatō                                                         | —                              | 1994.                | 1995.                | Naoki Yamamoto       | —                 |
| 065    | パパはニューギニア                                | '                                                               | —                              | 1994.                | 1998.                |                      | —                 |
| 066    | 編集王                                            | Henshū ō                                                        | —                              | 1994.02・03          | 1997.44              | Seiki Tsuchida       | —                 |
| 067    | わさび                                            | Wazabi                                                          | —                              | 1994.04              | 1997.03              | Yūko Ichijō          | —                 |
| 068    | チューロウ                                        | Chu-rō                                                          | —                              | 1994.08              | 1994.12              | Kenji Morita         | —                 |
| 069    | 100億の男                                         | 100 oku no otoko                                                | —                              | 1994.26              | 1996.11              | Yasuyuki Kunitomo    | —                 |
| 069 c  | んんん                                            | zzzzz                                                           | 1995                           | 1995.00              | 1995.00              | zzzzz                | zzzzz             |
| 070    | よいこ                                            | Yoiko                                                           | —                              | 1995.                | 2001.16              | Yugo Ishikawa        | —                 |
| 071    | ぼくんち                                          | Bokunchi                                                        | —                              | 1995.                | 1998.                | Rieko Saibara        | —                 |
| 072    | おたんこナース                                    | Otanko Nurse                                                    | —                              | 1995.                | 1998.                | Noriko Sasaki        | —                 |
| 073    | ぷりぷり県                                        | Puri puri ken                                                   | —                              | 1995.                | 1998.                | Sensha Yoshida       | —                 |
| 074    | 愛しのアイリーン                                  | Itoshi no Irene                                                 | —                              | 1995.                | 1996.                | Hideki Arai          | —                 |
| 075    | ハッスル                                          | Hustle                                                          | —                              | 1995.43              | 1997.45              | Makoto Isshiki       | —                 |
| 075 c  | んんん                                            | zzzzz                                                           | 1996                           | 1996.00              | 1996.00              | zzzzz                | zzzzz             |
| 076    | ピンポン                                          | Ping Pong                                                       | Ping pong                      | 1996.                | 1997.                | Taiyō Matsumoto      | —                 |
| 077    | 江戸前・あ・めーりかん                            | Edomae A-merican                                                | —                              | 1996.                | 1996.                | Toshihiko Fujinami   | —                 |
| 078    | しっぷうどとう                                    | Shippū dotō                                                     | —                              | 1996.05・06          | 1998.34              | Kenji Morita         | —                 |
| 079    | 七夕の国                                          | Tanabata no kuni                                                | —                              | 1996.38              | 1999.06              | Hitoshi Iwaaki       | —                 |
| 079 c  | んんん                                            | zzzzz                                                           | 1997                           | 1997.00              | 1997.00              | zzzzz                | zzzzz             |
| 080    | D-ASH                                             | D-ASH                                                           | —                              | 1997.                | 1998.                | Manabu Akishige      | Miya Kitazawa     |
| 081    | おごってジャンケン隊                              | Ogotte janken tai                                               | —                              | 1997.                | 2002.18              | Yōko Gendai          | —                 |
| 082    | 店もん                                            | Misemon                                                         | —                              | 1997.                | 1997.                | Nobuyuki Hori        | —                 |
| 083    | 2組のお友達。                                     | '                                                               | —                              | 1997.10              | 1994.04              | Yūko Ichijō          | —                 |
| 084    | センチメントの季節                                | Sentiment no kisetsu                                            | —                              | 1997.45              | 2001.18              | Nobita Nobi          | —                 |
| 084 c  | んんん                                            | zzzzz                                                           | 1998                           | 1998.00              | 1998.00              | zzzzz                | zzzzz             |
| 085    | ちょんまげどん                                    | Chonmage don                                                    | —                              | 1998.                | 1999.                | Nobuyuki Hori        | —                 |
| 086    | うずまき                                          | Uzumaki                                                         | Spirale                        | 1998.                | 1999.                | Junji Itō            | —                 |
| 087    | 青空                                              | Aozora                                                          | —                              | 1998.                | 2002.10              | Hidenori Hara        | —                 |
| 087 c  | んんん                                            | zzzzz                                                           | 1999                           | 1999.00              | 1999.00              | zzzzz                | zzzzz             |
| 088    | 犬あそび                                          | '                                                               | —                              | 1999.                | 2000.                | Yūko Ichijō          | —                 |
| 089    | 20世紀少年                                        | 20 seiki shōnen                                                 | 20th Century Boys              | 1999.                | 2006.                | Naoki Urasawa        | —                 |
| 090    | ビリーバーズ                                      | Believers                                                       | —                              | 1999.                | 2000.                | Naoki Yamamoto       | —                 |
| 091    | SHOP自分                                          | Shop jibun                                                      | —                              | 1999.                | 2000.                | Kimio Yanagisawa     | —                 |
| 092    | TKman                                             | '                                                               | —                              | 1999.13              | 2000.06              | Ami Shibata          | —                 |
| 093    | Heaven?                                           | Heaven?                                                         | —                              | 1999.40              | 2003.29              | Noriko Sasaki        | —                 |
| 094    | ショコラ                                          | Chocolat                                                        | —                              | 1999.47              | 2003.42              | Eisaku Kubonōchi     | —                 |
| 094 c  | んんん                                            | zzzzz                                                           | 2000                           | 2000.00              | 2000.00              | zzzzz                | zzzzz             |
| 095    | THE3名様                                          | The 3-meisama                                                   | —                              | 2000.                | 2007.                | Makochin Ishihara    | —                 |
| 096    | 僕BOKU                                            | Boku                                                            | —                              | 2000.                | 2002.28              | Yasuhito Yamamoto    | —                 |
| 097    | 九龍で会いましょう                                | Ku–ron de aimashō                                               | —                              | 2000.                | 2000.                | Fumi Saimon          | —                 |
| 098    | 気になるヨメさん                                  | Ki ni naru Yome-san                                             | —                              | 2000.01              | 2002.05              | Mochiru Hoshisato    | —                 |
| 099    | 最終兵器彼女                                      | Saishū heiki kanojo                                             | Larme ultime                   | 2000.01              | 2001.48              | Shin Takahashi       | —                 |
| 100    | 昴（スバル）                                      | Subaru                                                          | Subaru, danse vers les étoiles | 2000.02・03          | 2002.49              | Masahito Soda        | —                 |
| 101    | 早乙女タイフーン                                  | '                                                               | —                              | 2000.42              | 2002.10              | Ikuko Kujirai        | —                 |
| 102    | 怪獣人生                                          | Kaijū jinsei                                                    | —                              | 2000.44              | 2002.38              | Nobuyuki Hori        | —                 |
| 103    | 8                                                 | 8                                                               | —                              | 2000.45              | 2003.25              | Atsushi Kamijo       | —                 |
| 104    | 机上の九龍                                        | Kijō no kuryū                                                   | —                              | 2000.47              | 2001.21・22          | Tomo Aoki            | —                 |
| 104 c  | んんん                                            | zzzzz                                                           | 2001                           | 2001.00              | 2001.00              | zzzzz                | zzzzz             |
| 105    | 旅マン                                            | Tabi Man                                                        | —                              | 2001.                | 2001.                | Nobuyuki Hori        | —                 |
| 106    | 格闘太陽伝ガチ                                    | Kakutō Taiyōden Gutch                                           | —                              | 2001.06              | 2004.13              | Hiromi Aoyama        | —                 |
| 107    | にじこしいいんちょう                              | Niji Nishi Iinchō                                               | —                              | 2001.08              | 2002.40              | Nobumi               | —                 |
| 108    | 殴るぞ                                            | Naguruzo                                                        | —                              | 2001.19              | 2006.07              | Sensha Yoshida       | —                 |
| 109    | 日露戦争物語                                      | Nichiro sensō monogatari                                        | —                              | 2001.21・22          | 2006.40              | Tatsuya Egawa        | —                 |
| 110    | 駐禁ウォーズ!!                                    | Chūkin Wars!!                                                   | —                              | 2001.23              | 2002.29              | Ryoichi Imai         | Suke Uhyo         |
| 111    | 花園メリーゴーランド                              | Hanazono Merry-Go-Round                                         | Initiation                     | 2001.24              | 2002.48              | Haruko Kashiwagi     | —                 |
| 112    | もにもに                                          | Moni Moni                                                       | —                              | 2001.24              | 2002.40              | Koji Aihara          | —                 |
| 113    | てんねん                                          | Tennen                                                          | Tennen, pur et dur             | 2001.28              | 2004.                | Satoshi Yoshida      | —                 |
| 114    | 疾風迅雷                                          | Shippū jinrai                                                   | —                              | 2001.32              | 2003.08              | Tsuru Moriyama       | —                 |
| 115    | オメガトライブ                                    | Omega Tribe                                                     | —                              | 2001.40              | 2005.24              | Yukio Tamai          | —                 |
| 116    | カラブキ                                          | Karabuki                                                        | —                              | 2001.45              | 2004.                | Isami Nakagawa       | —                 |
| 117    | J.BOY                                             | J.boy                                                           | —                              | 2001.47              | 2003.                | Junichi Nōjō         | —                 |
| 118    | ギョ                                              | Gyo                                                             | Gyo                            | 2001.50              | 2002.20              | Junji Itō            | —                 |
| 118 c  | んんん                                            | zzzzz                                                           | 2002                           | 2002.00              | 2002.00              | zzzzz                | zzzzz             |
| 119    | 高校アフロ田中                                    | Kōkō Afro Tanaka                                                | —                              | 2002.01              | 2004.31              | Masaharu Noritsuke   | —                 |
| 120    | ティーンズブルース                                | Teens Blues                                                     | —                              | 2002.16              | 2004.06・07          | Jōkura Koji          | —                 |
| 121    | つゆダク                                          | Tsuyudaku                                                       | —                              | 2002.17              | 2005.                | Yukizo Saku          | —                 |
| 122    | サユリ1号                                         | Sayuri Ichigō                                                   | —                              | 2002.2・3            | 2003.22・23          | Katsura Murakami     | —                 |
| 123    | ペット                                            | Pet                                                             | —                              | 2002.35              | 2003.                | Ranjō Miyake         | —                 |
| 124    | π（パイ）                                         | π                                                               | —                              | 2002.41              | 2005.                | Usamaru Furuya       | —                 |
| 124 c  | んんん                                            | zzzzz                                                           | 2003                           | 2003.00              | 2003.00              | zzzzz                | zzzzz             |
| 125    | バドフライ                                        | Badfly                                                          | —                              | 2003.                | 2004.                | Shigeyuki Iwashita   | —                 |
| 126    | 鬼虫                                              | Onimushi                                                        | Rivage                         | 2003.                | 2005.                | Haruko Kashiwagi     | —                 |
| 127    | 東京エイティーズ                                  | Tokyo Eighties                                                  | —                              | 2003.07              | 2005.                | Tomoya Ohishi        | Yuma Ando         |
| 128    | ホムンクルス                                      | Homunculus                                                      | Homunculus                     | 2003.16              | 2011.12              | Hideo Yamamoto       | —                 |
| 129    | ロープボール                                      | Rope Ball                                                       | —                              | 2003.25              | 2003.                | Hideyuki Hatano      | —                 |
| 130    | 寸前爆発                                          | Sunzen bakuhatsu                                                | —                              | 2003.26              | 2005.                | Masayuki Tokiwa      | —                 |
| 131    | 極道一直線                                        | Gokudō Icchokusen                                               | —                              | 2003.33              | 2006.                | Tatsuya Mikami       | —                 |
| 132    | 団地ともお                                        | Danchi Tomō                                                     | —                              | 2003.34              | —                    | Tobira Oda           | —                 |
| 132 c  | んんん                                            | zzzzz                                                           | 2004                           | 2004.00              | 2004.00              | zzzzz                | zzzzz             |
| 133    | DAWN -陽はまた昇る-                               | Dawn – Hi wa mata noboru                                        | —                              | 2004.                | 2006.                | D Nakatani.          | Ryō Kurashina     |
| 134    | ゼブラーマン                                      | Zebraman                                                        | —                              | 2004.01              | 2005.03・04          | Reiji Yamada         | Kankurō Kudō      |
| 135    | ルサンチマン                                      | Ressentiment?                                                   | —                              | 2004.03              | 2005.12              | Kengo Hanazawa       | —                 |
| 136    | ラストイニング                                    | Last Inning                                                     | —                              | 2004.05              | —                    | Yū Nakahara          | Ryū Kamio         |
| 137    | 出るトコ出ましょ!                                 | Deru toko demasho!                                              | —                              | 2004.21・22          | 2007.34              | Shinji Inamitsu      | —                 |
| 138    | 闇金ウシジマくん                                  | Yamikin Ushijima-kun                                            | Ushijima, l'usurier de l'ombre | 2004.24              | —                    | Shōhei Manabe        | —                 |
| 139    | 我が名は海師                                      | Wa ga na wa umishi                                              | —                              | 2004.32              | 2008.04・05          | Yūji Takemura        | Yoichi Komori     |
| 140    | テレキネシス 山手テレビキネマ室                   | Telekinesis                                                     | —                              | 2004.33              | 2007.21・22          | Seimu Yoshizaki      | Garaku Toshusai   |
| 141    | 中退アフロ田中                                    | Chūtai Afro Tanaka                                              | —                              | 2004.36              | 2007.26              | Masaharu Noritsuke   | —                 |
| 141 c  | んんん                                            | zzzzz                                                           | 2005                           | 2005.00              | 2005.00              | zzzzz                | zzzzz             |
| 142    | CAとお呼びっ!                                     | CA to Oyōbi!                                                    | —                              | 2005.                | 2007.02              | Hanayo Hanatsu       | —                 |
| 143    | ボーイズ・オン・ザ・ラン                          | Boys on the Run                                                 | —                              | 2005.                | 2008.                | Kengo Hanazawa       | —                 |
| 144    | 現在官僚系もふ                                    | Genzaikan ryōkei mofu                                           | —                              | 2005.                | 2007.                | Hiromi Namiki        | Yoshiro Nabeda    |
| 145    | ハクバノ王子サマ                                  | Hakuba no ōjisama                                               | —                              | 2005.                | 2008.                | Yukizo Saku          | —                 |
| 146    | GO!GO!HEAVEN!                                     | Go! Go! Heaven!                                                 | Go ! Go ! Heaven !             | 2005.                | 2005.                | Yūko Umino           | Shinji Obara      |
| 147    | たくなび                                          | Takunabi                                                        | —                              | 2005.                | 2006.                | Katsumi Yamaguchi    | —                 |
| 148    | バンビ〜ノ!                                       | Bambino!                                                        | —                              | 2005.02              | 2009.13              | Tetsuji Sekiya       | —                 |
| 149    | オメガトライブ キングダム                         | Omega Tribe Kingdom                                             | —                              | 2005.29              | 2008.                | Yukio Tamai          | —                 |
| 149 c  | んんん                                            | zzzzz                                                           | 2006                           | 2006.00              | 2006.00              | zzzzz                | zzzzz             |
| 150    | 日本沈没                                          | Nihon Chinbotsu                                                 | La Submersion du Japon         | 2006.                | 2009.                | Tokihiko Isshiki     | Sakyō Komatsu     |
| 151    | QUOJUZ                                            | Quojuz                                                          | —                              | 2006.                | 2006.                | Haruko Kashiwagi     | —                 |
| 152    | 転校生オレのあそこがあいつのアレで                | Tenkōsei: Ore no asoko ga aitsu no are de                       | —                              | 2006.                | 2006.                | Tomohiro Koizumi     | —                 |
| 153    | 竹光侍                                            | Takemitsu zamurai                                               | Le Samouraï bambou             | 2006.                | 2010.15              | Taiyō Matsumoto      | Issei Eifuku      |
| 154    | ももんち                                          | Momonchi                                                        | —                              | 2006.                | 2009.                | Kei Tōme             | —                 |
| 155    | 超人ウタダ                                        | Chōjin Utada                                                    | —                              | 2006.                | 2008.                | Yasuhito Yamamoto    | —                 |
| 156    | fine.                                             | fine.                                                           | —                              | 2006.                | 2007.                | Hideo Shinanogawa    | —                 |
| 157    | 電波の城                                          | Denpa no shiro                                                  | —                              | 2006.01              | —                    | Fujihiko Hosono      | —                 |
| 158    | SKIN                                              | Skin                                                            | Skin, la beauté à tout prix    | 2006.20              | 2007.                | Kunihiko Nakai       | Kōji Hayashi      |
| 159    | 帝王                                              | Teiō                                                            | —                              | 2006.50              | 2008.39              | Taro Sekiguchi       | Ryō Kurashina     |
| 159 c  | んんん                                            | zzzzz                                                           | 2007                           | 2007.00              | 2007.00              | zzzzz                | zzzzz             |
| 160    | バロンドリロンド                                  | Barondo rirondo                                                 | —                              | 2007.                | 2008.                | Takurō Kajikawa      | Miya Kitazawa     |
| 161    | 21世紀少年                                        | 21 seiki shōnen                                                 | 21st Century Boys              | 2007.                | 2007.                | Naoki Urasawa        | —                 |
| 162    | スポーツポン                                      | Sports Pon                                                      | —                              | 2007.                | 2009.                | Sensha Yoshida       | —                 |
| 163    | 京大M1物語                                        | Kyōdai M1 monogatari                                            | —                              | 2007.                | 2007.                | Yūto Inai            | —                 |
| 164    | パギャル!                                         | Pagyaru!                                                        | —                              | 2007.                | 2009.                | Britney Hamada       | —                 |
| 165    | 邪眼は月輪に飛ぶ                                  | Jagan wa gachirin ni tobu                                       | —                              | 2007.02              | 2007.09              | Kazuhiro Fujita      | —                 |
| 166    | 地平線でダンス                                    | Chiheisen de dance                                              | —                              | 2007.06・07          | 2008.36・37          | Haruko Kashiwagi     | —                 |
| 167    | 新ブラックジャックによろしく                      | Shin black jack ni yoroshiku                                    | —                              | 2007.08              | 2010.                | Syuho Sato           | —                 |
| 168    | 花と奥たん                                        | Hana to okutan                                                  | —                              | 2007.12              | —                    | Shin Takahashi       | —                 |
| 169    | 上京アフロ田中                                    | Jōkyō afro Tanaka                                               | —                              | 2007.33              | 2010.11              | Masaharu Noritsuke   | —                 |
| 170    | MOON-昴ソリチュードスタンディング                 | Moon                                                            | —                              | 2007.36・37          | 2011.47              | Masahito Soda        | —                 |
| 170 c  | んんん                                            | zzzzz                                                           | 2008                           | 2008.00              | 2008.00              | zzzzz                | zzzzz             |
| 171    | 遠い星から来たALICE                               | Tooiboshi kara kita Alice                                       | —                              | 2008.                | 2009.                | Tohru Fujisawa       | —                 |
| 172    | のぼうの城                                        | Nobō no shiro                                                   | —                              | 2008.                | 2009.                | Akira Hanasaki       | Ryū Wada          |
| 173    | みんな生きてる                                    | Minna ikiteru                                                   | —                              | 2008.                | 2009.                | Katsunori Hara       | —                 |
| 174    | 鬼龍院冴子探偵事務所                              | Kiryūin saeko tantei jimusho                                    | —                              | 2008.                | 2010.                | Tatsuya Mikami       | —                 |
| 175    | セルフ                                            | Self                                                            | —                              | 2008.                | 2010.                | Yukizo Saku          | —                 |
| 176    | ココナッツピリオド-地球温暖化を止めるウサギ       | Coconuts Period                                                 | —                              | 2008.                | 2009.25              | Reiji Yamada         | —                 |
| 177    | ヴィルトゥス                                      | Virtus                                                          | Virtus                         | 2008.                | 2009.                | Hideo Shinanogawa    | Gibon             |
| 178    | GTR                                               | GTR                                                             | —                              | 2008.                | 2008.                |                      | —                 |
| 179    | 男魂!!インポッシブル                              | Dankon!! Impossible                                             | —                              | 2008.06・07          | 2008.44              | Sakana Fukami        | —                 |
| 180    | チャンネルはそのまま!                             | Channel wa sonomama!                                            | —                              | 2008.19              | —                    | Noriko Sasaki        | —                 |
| 181    | 美咲ナンバーワン!!                                | Misaki Number One!!                                             | —                              | 2008.27              | 2008.36・37          | Masato Fujisaki      | —                 |
| 182    | 高校球児ザワさん                                  | Kōkō Kyūji Zawa-san                                             | —                              | 2008.39              | —                    | Eriko Mishima        | —                 |
| 183    | 強制ヒーロー                                      | Kyōsei hero                                                     | —                              | 2008.40              | 2009.                | Hiroki Miyashita     | —                 |
| 184    | かもめ☆チャンス                                   | Kamome Chance                                                   | —                              | 2008.40              | —                    | Yukio Tamai          | —                 |
| 185    | イキガミ                                          | Ikigami                                                         | Ikigami                        | 2008.41              | 2012.10              | Motorō Mase          | —                 |
| 186    | 明日のない空                                      | Ashita no nai sora                                              | —                              | 2008.41              | 2012.25              | Natsuko Heiuchi      | —                 |
| 187    | とめはねっ! 鈴里高校書道部                        | Tomehane!                                                       | —                              | 2008.41              | —                    | Katsutoshi Kawai     | —                 |
| 188    | 新クロサギ                                        | Shin kurosagi                                                   | —                              | 2008.41              | —                    | Kuromaru             | Takeshi Natsuhara |
| 189    | 土竜の唄                                          | Mogura no uta                                                   | —                              | 2008.41              | —                    | Noboru Takahashi     | —                 |
| 190    | LOST MAN                                          | Lost Man                                                        | —                              | 2008.42              | 2012.17              | Michiteru Kusaba     | —                 |
| 191    | 鉄腕バーディー EVOLUTION                          | Tetsuwan Birdy Evolution                                        | —                              | 2008.46              | 2012.34              | Masami Yūki          | —                 |
| 191 c  | んんん                                            | zzzzz                                                           | 2009                           | 2009.00              | 2009.00              | zzzzz                | zzzzz             |
| 193    | ひらけ相合傘                                      | Hirake Aiaigasa                                                 | —                              | 2009.                | 2011.51              | Sensha Yoshida       | —                 |
| 194    | シュトヘル                                        | Shuto heru                                                      | —                              | 2009.04・05          | 2010.26              | Yū Itō               | —                 |
| 195    | Dの魔王                                           | D no maō                                                        | —                              | 2009.06・07          | 2009.18              | Kayoko Shimotsuki    | Kōji Yanagi       |
| 196    | バンビ〜ノ! SECONDO                               | Bambino! Secondo                                                | —                              | 2009.19              | 2013.03              | Tetsuji Sekiya       | —                 |
| 197    | アイアム ア ヒーロー                              | I Am a Hero                                                     | I Am a Hero                    | 2009.22・23          | —                    | Kengo Hanazawa       | —                 |
| 198    | RAINBOW-二舎六房の七人                            | Rainbow                                                         | Rainbow                        | 2009.29              | 2010.05･06           | Masasumi Kakizaki    | George Abe        |
| 199    | このSを、見よ! クピドの悪戯                       | Kono s o, mi yo!                                                | —                              | 2009.42              | —                    | Taku Kitazaki        | —                 |
| 200    | パパがも一度恋をした                              | Papa ga mo ichido koi o shita                                   | —                              | 2009.43              | 2012.36・37          | Jun Abe              | —                 |
| 200 c  | んんん                                            | zzzzz                                                           | 2010                           | 2010.00              | 2010.00              | zzzzz                | zzzzz             |
| 201    | キックのお姉さん                                  | Kick no oneesan                                                 | —                              | 2010.                | 2011.40              | Yūto Inai            | —                 |
| 202    | 7人のシェイクスピア                               | 7-nin no Shakespeare                                            | Seven Shakespeares             | 2010.03・04          | —                    | Sakuishi Harold      | —                 |
| 203    | マホロミ 時空建築幻視譚                           | Mahoromi – Jikū kenchiku genshitan                              | —                              | 2010.09              | —                    | Kei Tōme             | —                 |
| 204    | SP警視庁警備部警護課第四係                        | Sp – Keishichō keigobu keigoka daiyon-gakari                    | —                              | 2010.09              | 2012.15              | Yaku Haibara         | Kazuki Kaneshiro  |
| 205    | さすらいアフロ田中                                | Sasurai Afro Tanaka                                             | —                              | 2010.26              | —                    | Masaharu Noritsuke   | —                 |
| 206    | HIDEOUT                                           | Hideout                                                         | Hideout                        | 2010.28              | 2010.38              | Masasumi Kakizaki    | —                 |
| 207    | オーミ先生の微熱                                  | O–mi sensei no binetsu                                          | —                              | 2010.30              | —                    | Haruka Kawachi       | —                 |
| 208    | ウシハル                                          | Ushiharu                                                        | —                              | 2010.31              | 2011.52              | Yuko Gotō            | —                 |
| 208 c  | んんん                                            | zzzzz                                                           | 2011                           | 2011.00              | 2011.00              | zzzzz                | zzzzz             |
| 209    | あさひなぐ                                        | Asahinagu                                                       | —                              | 2011.08              | —                    | Ai Kozaki            | —                 |
| 210    | るみちゃんの事象                                  | Rumi-chan no jishō                                              | —                              | 2011.14              | —                    | Katsunori Hara       | —                 |
| 211    | DRAGON JAM                                        | Dragon Jam                                                      | —                              | 2011.23              | —                    | Itsunari Fujii       | —                 |
| 212    | 美大受験戦記 アリエネ                             | Bidai juken senki aliéné                                        | —                              | 2011.45              | —                    | Reiji Yamada         | —                 |
| 212 c  | んんん                                            | zzzzz                                                           | 2012                           | 2012.00              | 2012.00              | zzzzz                | zzzzz             |
| 213    | キクニの全県ラン 走りたおすぜJAPAN!               | Kikuni no zenken ran – Hashirita osuze japan!                   | —                              | 2012.14              | —                    | Masahiko Kikuni      | —                 |
| 214    | ぼくらのフンカ祭                                  | Bokura no funka matsuri                                         | —                              | 2012.17              | 2012.33              | Keigo Shinzō         | —                 |
| 215    | おかゆネコ                                        | Okayu neko                                                      | —                              | 2012.18              | —                    | Sensha Yoshida       | —                 |
| 216    | むねあつ                                          | Muneatsu                                                        | —                              | 2012.19              | 2012.28              | Yū Muraoka           | —                 |
| 217    | 明日にはあがります。                              | Ashita ni wa agarimasu                                          | —                              | 2012.20              | —                    | Naoki Mizuguchi      | —                 |
| 218    | 花もて語れ                                        | Hanamote katare                                                 | —                              | 2012.25              | —                    | Yukiwo Katayama      | —                 |
| 219    | 今日あそべる!?                                    | Kyō asoberu!?                                                   | —                              | 2012.26              | 2012.39              | Masaharu Noritsuke   | —                 |
| 220    | くーねるまるた                                    | Kuneru maruta                                                   | —                              | 2012.36・37          | —                    | Jingu Takao          | —                 |
| 221    | 水晶（スジョン） 日韓恋愛狂詩曲                   | Suishō – Nikkan renai kyōshikyoku                               | —                              | 2012.38              | —                    | Shinobu Inokuma      | TK²               |
| 222    | エバタのロック                                    | Ebata no rokku                                                  | —                              | 2012.39              | —                    | Daisuke Muroi        | —                 |
| 223    | ちいさこべえ                                      | Chīsa kobē                                                      | —                              | 2012.40              | —                    | Minetarō Mochizuki   | Jūgorō Yamamoto   |
| 224    | プラモ男子とプリチー女子-ミズオとイエナの1年戦争- | Puramo danshi to purichi joshi - Mizuo to iena no ichinen sensō | —                              | 2012.52              | —                    | Kisuzo Sora          | Yukimori          |
| 224 c  | んんん                                            | zzzzz                                                           | 2013                           | 2013.00              | 2013.00              | zzzzz                | zzzzz             |
| 225    | マガツクニ風土記                                  | Magatsukuni fudoki                                              | —                              | 2013.06・07          | —                    | Shirō Yoshida        | Yūki Amaya        |
| 996 01 | んんん                                            | zzzzz                                                           | En cours                       | 9996.01              | 9996.1968 00         | zzzzz                | zzzzz             |
| 997 01 | 00000                                             | 00000                                                           | 0-9                            | 9997.01              | 9997.01              | 00000                | 00000             |
| 998 01 | あ                                                | zzzzz                                                           | あ à お                        | 9998.01              | 9998.01              | zzzzz                | zzzzz             |
| 998 02 | か                                                | zzzzz                                                           | か à こ                        | 9998.02              | 9998.02              | zzzzz                | zzzzz             |
| 998 03 | さ                                                | zzzzz                                                           | さ à そ                        | 9998.03              | 9998.03              | zzzzz                | zzzzz             |
| 998 04 | た                                                | zzzzz                                                           | た à と                        | 9998.04              | 9998.04              | zzzzz                | zzzzz             |
| 998 05 | な                                                | zzzzz                                                           | な à の                        | 9998.05              | 9998.05              | zzzzz                | zzzzz             |
| 998 06 | は                                                | zzzzz                                                           | は à ほ                        | 9998.06              | 9998.06              | zzzzz                | zzzzz             |
| 998 07 | ま                                                | zzzzz                                                           | ま à も                        | 9998.07              | 9998.07              | zzzzz                | zzzzz             |
| 998 08 | や                                                | zzzzz                                                           | や à よ                        | 9998.08              | 9998.08              | zzzzz                | zzzzz             |
| 998 09 | ら                                                | zzzzz                                                           | ら à ろ                        | 9998.09              | 9998.09              | zzzzz                | zzzzz             |
| 998 10 | わ                                                | zzzzz                                                           | わ à を                        | 9998.10              | 9998.10              | zzzzz                | zzzzz             |
| 998 11 | ん                                                | zzzzz                                                           | ん                             | 9998.11              | 9998.11              | zzzzz                | zzzzz             |
| 999 01 | んんん                                            | A                                                               | A                              | 9999.01              | 9999.01              | A                    | A                 |
| 999 02 | んんん                                            | B                                                               | B                              | 9999.02              | 9999.02              | B                    | B                 |
| 999 03 | んんん                                            | C                                                               | C                              | 9999.03              | 9999.03              | C                    | C                 |
| 999 04 | んんん                                            | D                                                               | D                              | 9999.04              | 9999.04              | D                    | D                 |
| 999 05 | んんん                                            | E                                                               | E                              | 9999.05              | 9999.05              | E                    | E                 |
| 999 06 | んんん                                            | F                                                               | F                              | 9999.06              | 9999.06              | F                    | F                 |
| 999 07 | んんん                                            | G                                                               | G                              | 9999.07              | 9999.07              | G                    | G                 |
| 999 08 | んんん                                            | H                                                               | H                              | 9999.08              | 9999.08              | H                    | H                 |
| 999 09 | んんん                                            | I                                                               | I                              | 9999.09              | 9999.09              | I                    | I                 |
| 999 10 | んんん                                            | J                                                               | J                              | 9999.10              | 9999.10              | J                    | J                 |
| 999 11 | んんん                                            | K                                                               | K                              | 9999.11              | 9999.11              | K                    | K                 |
| 999 12 | んんん                                            | L                                                               | L                              | 9999.12              | 9999.12              | L                    | L                 |
| 999 13 | んんん                                            | M                                                               | M                              | 9999.13              | 9999.13              | M                    | M                 |
| 999 14 | んんん                                            | N                                                               | N                              | 9999.14              | 9999.14              | N                    | N                 |
| 999 15 | んんん                                            | O                                                               | O                              | 9999.15              | 9999.15              | O                    | O                 |
| 999 16 | んんん                                            | P                                                               | P                              | 9999.16              | 9999.16              | P                    | P                 |
| 999 17 | んんん                                            | Q                                                               | Q                              | 9999.17              | 9999.17              | Q                    | Q                 |
| 999 18 | んんん                                            | R                                                               | R                              | 9999.18              | 9999.18              | R                    | R                 |
| 999 19 | んんん                                            | S                                                               | S                              | 9999.19              | 9999.19              | S                    | S                 |
| 999 20 | んんん                                            | T                                                               | T                              | 9999.20              | 9999.20              | T                    | T                 |
| 999 21 | んんん                                            | U                                                               | U                              | 9999.21              | 9999.21              | U                    | U                 |
| 999 22 | んんん                                            | V                                                               | V                              | 9999.22              | 9999.22              | V                    | V                 |
| 999 23 | んんん                                            | W                                                               | W                              | 9999.23              | 9999.23              | W                    | W                 |
| 999 24 | んんん                                            | X                                                               | X                              | 9999.24              | 9999.24              | X                    | X                 |
| 999 25 | んんん                                            | Y                                                               | Y                              | 9999.25              | 9999.25              | Y                    | Y                 |
| 999 26 | んんん                                            | Z                                                               | Z                              | 9999.26              | 9999.26              | Z                    | Z                 |